# The Fight (film, 2020)
 (septembre 2022).
Pour plus de détails, voir Fiche technique et Distribution.
The Fight est un film américain réalisé par Eli B. Despres, Josh Kriegman et Elyse Steinberg, sorti en 2020.

## Synopsis
Le film suit l'Union américaine pour les libertés civiles dans ses combats contre l'administration Trump.

## Fiche technique
- Titre : The Fight
- Réalisation : Eli B. Despres, Josh Kriegman et Elyse Steinberg
- Musique : Juan Luqui et Gustavo Santaolalla
- Photographie : Sean McGing
- Montage : Eli B. Despres, Greg Finton et Kim Roberts
- Production : Eli B. Despres, Peggy Drexler, Josh Kriegman, Maya Seidler, Elyse Steinberg et Kerry Washington
- Société de production : Edgeline Films, Bow and Arrow Entertainment, Drexler Films, FireLine Entertainment, Good Gravy Films, Simpson Street, Topic Studios et XTR
- Société de distribution : Topic Studios (États-Unis)
- Pays :  États-Unis
- Genre : Documentaire
- Durée : 96 minutes
- Dates de sortie : 
  - États-Unis : 31 juillet 2020

## Accueil
Le film a reçu un accueil favorable de la critique. Il obtient un score moyen de 73 % sur Metacritic.